# Horná Mičiná
Horná Mičiná je obec na Slovensku v okrese Banská Bystrica. První písemná zmínka o obci pochází z roku 1293.

## Památky
Gotický kostel sv. Michala ze 13. století s částečně odkrytými středověkými freskami a barokním oltářem z roku 1700. U kostela stojí jednoduchá dřevěná zvonice. Další, evangelický kostel byl postaven roku 1785 v klasicistním slohu. Nacházejí se zde i zříceniny renesančního zámečku ze 16. století.

## Rodáci
- Ján Chalupka – slovenský dramatik, publicista, prozaik a evangelický kněz
- August Horislav Krčméry – hudební skladatel a vlastenec